# Дудамель, Густаво
Густаво Адольфо Дудамель Рамирес (исп. Gustavo Adolfo Dudamel Ramírez; род. 26 января 1981[…], Баркисимето) — венесуэльский дирижёр.

## Ранние годы
Отец Дудамеля, тромбонист, руководил музыкальной группой, игравшей сальсу. Дудамель прошёл через разветвлённую венесуэльскую систему музыкального образования (El Sistema), создатель которой Хосе Антонио Абреу в 2008 году был удостоен Премии Гленна Гульда за выдающийся вклад в развитие музыки. Первоначально Дудамель обучался игре на скрипке, затем также композиции, а с 1995 года — дирижированию, под руководством сперва Родольфо Сальимбени, а затем самого Абреу. В 1999 году 18-летний Дудамель был утверждён музыкальным руководителем Молодёжного оркестра Венесуэлы имени Симона Боливара. Годом позже вместе с оркестром Дудамель осуществил успешную гастрольную поездку по Германии.

## Музыкальная карьера
В 2004 году выиграл первый Международный конкурс дирижёров имени Густава Малера в Бамберге. За этим достижением последовала победа в конкурсе Дирижёрской академии, в награду Дудамель получил возможность недельного мастер-класса у Курта Мазура и Кристофа фон Донаньи. За участие в Бетховенском фестивале в Бонне Дудамель был удостоен впервые учреждённой награды — Бетховенского кольца. По приглашению Донаньи Дудамель в 2005 г. дирижировал оркестром Филармония, в том же году дебютировал с Лос-Анджелесским филармоническим и Израильским филармоническим, подписал контракт со звукозаписывающей компанией Deutsche Grammophon, один из руководителей которой Богдан Рошчич заявил, что Дудамелю предстоит быть «доминирующей фигурой на мировой музыкальной сцене в ближайшие 30 лет». Наконец, в 2005 г. Дудамель в последний момент заменил заболевшего Нееме Ярви в выступлении с Гётеборгским симфоническим оркестром на концерте БиБиСи-Промс — в более юном возрасте концертами в этом знаменитом цикле руководили только два дирижёра — Дэниел Хардинг и Саймон Рэттл, на второго Дудамель был похож даже внешне (Рэттл высоко оценил искусство Дудамеля и, в частности, по его приглашению побывал в Венесуэле, выступив с дудамелевским Молодёжным оркестром Венесуэлы). Этот концерт, несмотря на то, что критика проявила определённую сдержанность в его оценке, отозвался, с одной стороны, приглашением Дудамеля к руководству шведским оркестром, который он возглавил в 2007 г., а с другой — приглашением Молодёжного оркестра Венесуэлы имени Симона Боливара и Дудамеля во главе с ним для участия в БиБиСи-Промс 2007 года, где в их исполнении прозвучали Десятая симфония Шостаковича, Симфонические танцы из «Вестсайдской истории» Леонарда Бернстайна и произведения латиноамериканских композиторов: как отмечал рецензент, по окончании концерта «публика приветствовала музыкантов с пылом, обычно приберегаемым для рок-фестивалей»; подводя итоги состоявшего из почти 70 концертов цикла, та же Уна-Фрэнсес Кларк писала:

Из всех концертов БиБиСи-Промс этого сезона больше всего разговоров вызвал пламенный молодой дирижёр Густаво Дудамель и Молодёжный оркестр Венесуэлы имени Симона Боливара, чьи безграничные энтузиазм и полнокровность, быть может, выявили самую суть БиБиСи-Промс. Юные музыканты показали, насколько доступной и приносящей радость может быть классическая музыка, и никто, от совершенного дилетанта до учёного знатока, не мог устоять перед поднятой ими бурей воодушевления.

В ноябре 2006 г. Дудамель дебютировал в миланской Ла Скала с моцартовским «Дон Жуаном»; среди других значительных событий в его карьере 2006—2007 гг. — выступление с Венским филармоническим оркестром на фестивале в Люцерне, концерты с Сан-Францисским симфоническим оркестром и Чикагским симфоническим оркестром, концерт к 80-летию Папы Римского Бенедикта XVI 16 апреля 2007 г. с Симфоническим оркестром Штутгартского радио и скрипачкой Хилари Хан, на котором присутствовали сам Папа и многие другие католические иерархи. В том же апреле 2007 г. было объявлено, что Дудамель подписал пятилетний контракт с Лос-Анджелесским филармоническим оркестром; 4 октября 2009 года состоялся первый концерт Дудамеля в качестве руководителя этого коллектива. В 2015 году Дудамель дирижировал как для открытых, так и для конечных титров по поручению известного композитора фильма Джона Уильямса официального саундтрека к фильму и фильма «Звёздные войны: Пробуждение силы». Дирижировал новогодним концертом Венского филармонического оркестра-2017.

## Дискография
Дискография Дудамеля пока не столь внушительна, как концертная история, однако записанные им с Молодёжным оркестром Венесуэлы Пятая симфония Малера и Пятая и Седьмая симфонии Бетховена, а также Концерт для оркестра Бартока (с концерта в Лос-Анджелесе с Лос-Анджелесским филармоническим) получили высокую оценку [кем?]. Введён в Зал славы журнала Gramophone.

## Конфликт с правительством
4 мая 2017 года написал открытое письмо президенту Мадуро, с призывом прекратить расправы над демонстрантами оппозиции:

Кровопролитие нельзя ничем оправдать. Нужно прекратить игнорировать справедливые требования людей, задавленных невыносимым кризисом. […] Я настоятельно призываю президента и правительство нашей страны одуматься и прислушаться к голосу народа Венесуэлы.
Оригинальный текст (англ.)
Nothing justifies bloodshed. We must stop ignoring the just cry of the people suffocated by an intolerable crisis. [...] I urgently call on the President of the Republic and the national government to rectify and listen to the voice of the Venezuelan people. 

18 августа 2017 года, выступая по национальному телевидению, президент Мадуро заявил, что Дудамель был обманом втянут в критику правительства, которое, по словам Мадуро, поддерживало его на протяжении многих лет.
21 августа 2017 года правительство Венесуэлы отменило гастроли в США Дудамеля и национального молодежного оркестра. Гастроли по четырём крупных городам США планировались на сентябрь того же года. Оркестр из 180 исполнителей готовился к гастролям на протяжении трех месяцев.

## Личная жизнь
С марта 2017 года женат на актрисе Марии Вальверде.